# 부정 방정식
부정 방정식(不定方程式)은 해의 개수가 무한히 많은 방정식으로, 예를 들어 {\displaystyle y=2x}는 부정 방정식이다.
디오판토스 방정식은 해가 정수인 경우에 대한 부정 방정식이다.
그 외에도, 일차 방정식 {\displaystyle ax+b=0}에서 상수 {\displaystyle a}가 0이고 상수 {\displaystyle b}가 0일 때 {\displaystyle 0\times x=0}의 꼴로 정리된다. 이때, 임의의 실수 {\displaystyle R}에 대해 {\displaystyle 0\times R=0}이므로 {\displaystyle x}는 '모든 실수'이다. 이를 부정이라고 한다.

## 해법
연립방정식의 기준으로 보면, 부정 방정식(indeterminate equation)은 (미지수의 문자항 개수) > (방정식의 개수)이다.
{\displaystyle x^{2}=0\ }
{\displaystyle x^{2}=0\Leftrightarrow x=0\ (\because \ x=real\ number\ \mathbb {R} ,x^{2}=0\ or\ natural\ number\ \mathbb {N} )}
{\displaystyle {x_{1}}^{2}+{x_{2}}^{2}=0\Leftrightarrow x_{1}=0,x_{2}=0}
{\displaystyle {x_{1}}^{2}+{x_{2}}^{2}+\cdots +{x_{n-1}}^{2}+{x_{n}}^{2}=0\Leftrightarrow x_{1}=0,x_{2}=0+\cdots +x_{n-1}=0,x_{n}=0}, 이므로
{\displaystyle (x_{1}+1)^{2}+({x_{2}}+2)^{2}=0}일 때,
{\displaystyle (x_{1}+1)=0,(x_{2}+2)=0},
{\displaystyle x_{1}=-1,x_{2}=-2}이다.
이것은 {\displaystyle {x_{1}}^{2}+2x_{1}+1+{x_{2}}^{2}+4x_{2}+4=0}에 대한 완전제곱식(full square equation)의 해법이다.
또한, 판별식(D,discriminant)에 의한 해법은,
{\displaystyle x_{1}}에 대해 2차방정식을 가정하면, {\displaystyle {x_{1}}^{2}+2x_{1}+({x_{2}}^{2}+4x_{2}+5)=0}이고,
{\displaystyle D=b^{2}-4ac}이므로,
{\displaystyle (-2)^{2}-4({x_{2}}^{2}+4x_{2}+5)=-(x_{2}+2)^{2}}이므로
{\displaystyle (x_{2}+2)=0,x_{2}=-2}이고,
대입(substitution)하면,
{\displaystyle {x_{1}}^{2}+2x_{1}+1+4-8+4={x_{1}}^{2}+2x_{1}+1=(x_{1}+1)^{2}}
{\displaystyle (x_{1}+1)^{2}=0,x_{1}=-1}이다.

## 같이 보기
- 부정형
- 선형대수학